# PFC Arda Kardzjali
PFC Arda 1924 Kardzjali er en bulgarsk fodboldklub hjemmehørende i Kardzjali, som spiller i efbet League.

## Historie
Klubben blev grundlagt den 10. august 1924 under navnet Rodopski Sokol, men senere ændrede navnet til PFC Arda.

## Nuværende trup
Sidste opdateret: 8. april 2025
| Nr. | Land      | Position | Spiller            |
| --- | --------- | -------- | ------------------ |
| 1   | Bulgarien | MM       | Anatoli Gospodinov |
| 2   | Brasilien | FO       | Gustavo Cascardo   |
| 4   | Nigeria   | FO       | David Idowu        |
| 6   | Bulgarien | FO       | Plamen Krachunov   |
| 7   | Bulgarien | MI       | Stefan Statev      |
| 8   | Bulgarien | AN       | Svetoslav Kovachev |
| 9   | Nigeria   | AN       | Chinonso Offor     |
| 10  | Bulgarien | MI       | Borislav Tsonev    |
| 11  | Brasilien | AN       | André Shinyashiki  |
| 12  | Bulgarien | MM       | Ivaylo Nedelchev   |
| 13  | Bulgarien | MM       | Petar Petrov       |

| Nr. | Land      | Position | Spiller           |
| --- | --------- | -------- | ----------------- |
| 19  | Bulgarien | AN       | Tonislav Yordanov |
| 20  | Bulgarien | MI       | Serkan Yusein     |
| 21  | Ukraine   | FO       | Vyacheslav Velev  |
| 23  | Bulgarien | FO       | Emil Viyachki     |
| 30  | Bulgarien | AN       | Ivo Kazakov       |
| 33  | Bulgarien | MI       | Ivan Tilev        |
| 35  | Bulgarien | FO       | Dimitar Velkovski |
| 80  | Bulgarien | MI       | Lachezar Kotev    |
| 92  | Bulgarien | MM       | Mesut Yusuf       |
| 93  | Cameroun  | FO       | Félix Eboa Eboa   |
| 99  | Bulgarien | AN       | Stanislav Ivanov  |

## Titler
- Parva liga: 4. plads (2020-21)
- Bulgarien Cup: Sølv (2020-21)
- Vtora liga: 2. plads (1955-56), 3. plads (1987-88, 2018-19)
- Treta liga: 1. plads (2017-18)
- Regionale amatørfodboldgrupper: 1. plads (2015-16)
- Bulgarien Amatørcup: Guld (2017-18)